# 渡辺豊
渡辺 豊（わたなべ ゆたか、2月11日 - ）は、ミュージシャン、ドラマー
宮城県仙台市出身
3歳よりピアノ、12歳よりドラムを始める。
大学2年在学中よりカーティスクリークバンド(八木のぶお、塩入俊哉etc)に加入、同時にサポートの仕事を始める。卒業後すぐに西城秀樹のバンドに入り本格的にプロ活動をスタートする。
現在は和田アキ子バンド、木梨憲武バンド(矢吹バンド)、永井真理子バンド、木梨憲武＆所ジョージRec.プロジェクト、NHK-BS「新・BS日本のうた(佐藤準バンド)」などライブ、レコーディング、TV番組のサポートなどの活動。
【Rec】DA PUMP「サンライズ・ムーン」2023, 新浜レオン「全てあげよう」2024「炎のkiss」2025,　純烈「たった2秒の恋」2024　他、、
《主なツアーサポートアーティスト》
西城秀樹1985~1990,2004~forever、鈴木雅之1988~1995、今井美樹1990、尾崎亜美1991~1995、MAX1997~2001、MISIA1998、福山雅治1998、T.M.Revolution2000~2003、小柳ゆき2002、島谷ひとみ2003～2004、DA PUMP2004、木梨憲武2003～、w-inds.2007~2011、パク・ヨンハ2008～2010、氷川きよし2021MTVUnplugged、水樹奈々2006～、永井真理子2024、和田アキ子2008ApolloTheater.2015～、、etc
【他 ライブ、レコーディング サポート】
稲垣潤一、 安室奈美恵、 藤井フミヤ、水谷豊、宇崎竜童、サラオレイン、原田芳雄、SPEED、AKB48、HKT48、河西智美、中川翔子、奥井雅美、田村ゆかり、米倉利紀、薬師丸ひろ子、玉置成実、大沢誉志幸、バブルガムブラザース、陣内孝則、中村あゆみ、近藤真彦、知念里奈、大槻ケンヂ、花田裕之、小比類巻かほる、舘ひろし、観月ありさ、中村雅俊、高橋研、小山卓治、矢島美容室、ポールヤング、エリックマーティン、松本伊代、新浜レオン、ヒロミ、遠藤章造(ココリコ)、純烈、TKO、田中あいみ、青山新、　他多数

## 使用機材(契約)
SONOR drums,　 PAISTE cymbal,　 LERNI stick,　 aspr heads,　 FitEar custom ear monitor,　 ddrum trigger, 